# Phytocoris fuscosignatus
Phytocoris fuscosignatus är en insektsart som beskrevs av Knight 1928. Phytocoris fuscosignatus ingår i släktet Phytocoris och familjen ängsskinnbaggar. Inga underarter finns listade i Catalogue of Life.